# Eustach
Eustach (též počeštěně Eustác) je mužské křestní jméno řeckého původu. Jeho varianta v angličtině a dalších jazycích je Eustace (čteno [jústus]).
Ženská podoba tohoto jména je Eustachie, k roku 2016 žila v Česku jedna nositelka tohoto jména.

## Původ jména
Jméno vzniklo ze dvou podobných řeckých křestních jmen:
- Εὔσταχυς (Eustachys), což znamená „plodný“, „úrodný“;[1] latinským ekvivalentem je Fæcundus/Fecundus"
- Εὐστάθιος (Eustathios), což znamená pevný, stabilní; latinským ekvivalentem je Constans a od něho odvozené Constantius a Constantine, česky Konstantin

## Křestní jméno
- Eustach Římský – křesťanský mučedník (zemřel roku 118 n. l.)
- Eustasius (svatý Eustác z Luxeuil) – opat z Burgund ze 6. – 7. století n. l.
- Eustach I. z Boulogne
- Eustach II. z Boulogne
- Eustach III. z Boulogne
- Eustach IV. z Boulogne
- Eustach Bittner (1912–2001) – český numismatik a muzejní pracovník
- Eustach Cihelka (1874–1947) – český podnikatel a umělec
- Eustache Deschamps – francouzský básník, literární teoretik, politik a diplomat
- Eustach Fuchs (1864–1946) – český obchodník a starosta města Prachatic
- Eustachy Gerard Kocik (1930–2014) – polský opat
- Eustach Mölzer (1878–1953) – český odborník v oboru vodních staveb
- Eustach Neubert (1856–1907) – rakouský a český inženýr a politik
- Eustace Percy (1887–1958) – britský politik
- Eustachy January Rylski (1817–1899) – rakouský politik polské národnosti
- Eustachy Stanisław Sanguszko (1842–1903) – rakouský šlechtic a politik polské národnosti
- Eustachy Zagórski (1851–1912) – rakouský politik polské národnosti

## Fiktivní postavy
- Eustác Pobuda (Eustace Scrubb) – postava z knižní série Letopisy Narnie